# Trattato italo-etiope del 1928

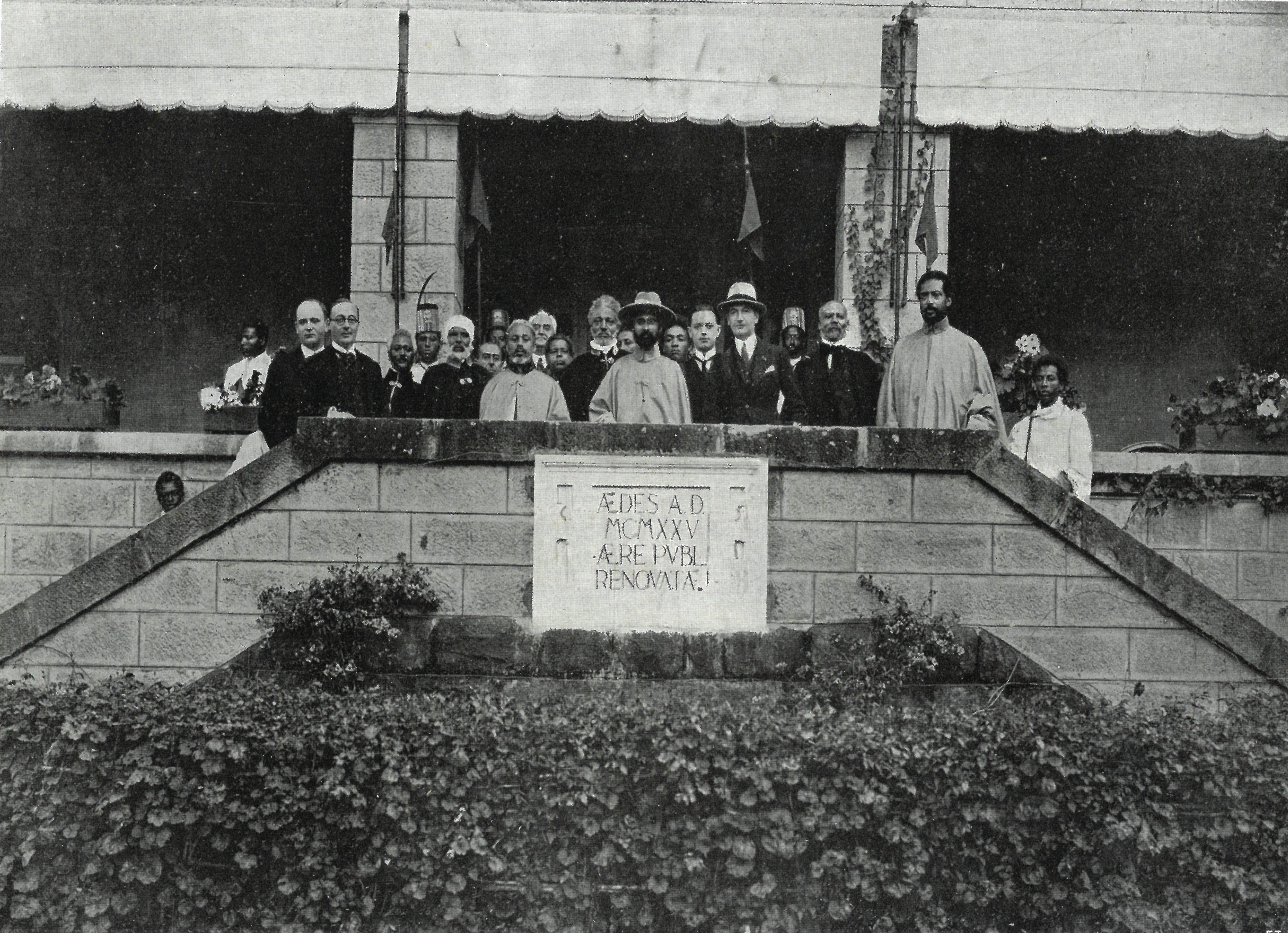
Addis Abeba, 2 agosto 1928, L’Ambasciatore Giuliano Cora (quarto da destra in prima fila) ed alcuni collaboratori sulle scale di Villa Italia, con il reggente etiopico Ras Tafari (al centro in prima fila), in occasione della firma del Trattato di Amicizia bilaterale, dopo la colazione ufficiale. La targa ricorda i lavori di ristrutturazione da poco ultimati. (da "Immaginario diplomatico" di Stefano Baldi)

Il trattato italo-etiope del 1928, noto anche come Trattato di amicizia e arbitrato italo-etiopico, fu un accordo di pace stipulato durante il periodo del colonialismo italiano in Africa, fra la fine del XIX secolo e l'inizio del XX secolo. La Nigiste Negest Zauditù I governava l'Etiopia al tempo di questo trattato. Ma era il Ras trentaseienne Tafari Makonnen che rappresentava il governo dell'Etiopia. Tafari, pur essendo ancora in minoranza, era erede apparente e reggente plenipotenziario.
Entro due mesi, il 7 ottobre 1928, Ras Tafari sarebbe stato proclamato Negus. Poco più di due anni dopo, il 2 novembre 1930, Zauditù morì e Tafari venne proclamato Nəgusä Nägäst Hailé Selassié I.

## Storia
Nel 1926, Italia e Gran Bretagna tentarono una penetrazione commerciale congiunta dell'Etiopia. Facendo pressione congiuntamente su Ras Tafari, gli italiani progettarono di sfruttare una ferrovia e gli inglesi speravano di costruire una poderosa opera idrica per l'irrigazione del Sudan anglo-egiziano. Mentre Tafari cedeva momentaneamente, successivamente fece una protesta alla Società delle Nazioni così potente che l'opinione pubblica britannica si rivoltò contro il progetto di acquedotto ed esso venne cancellato. Ciò lasciò gli italiani nei guai.
Piuttosto che rinunciare ai propri piani, Benito Mussolini si avvalse dell'aiuto del cugino di re Vittorio Emanuele, il Duca degli Abruzzi. Nel 1928, con sfarzo e panoplia, il Duca e un seguito di proporzioni reali attraversarono il Mediterraneo, navigarono lungo la costa orientale dell'Africa e poi raggiunsero l'Etiopia e la sua remota capitale, Addis Abeba. Il Duca sciolse le riserve del sospettoso Tafari regalandogli una grossa limousine Isotta Fraschini, che a quel tempo veniva venduta negli Stati Uniti per circa $ 18.000 (equivalenti a US $ 284.000 nel 2021) insieme a tanti altri regali.

## Contenuto
Esso definì i confini fra la Somalia italiana e l'Etiopia; il trattato prevedeva tre fasi da seguire in caso di contese territoriali fra Italia ed Etiopia: trattative, conciliazione e arbitrato. Se la procedura delle tre fasi non avesse risolto lo scontro, le due parti avrebbero potuto ricorrere alla Società delle Nazioni che sarebbe subentrata solo se tutte e tre le fasi fossero state esaurite e non si fosse giunti ad un accordo.
Per quanto concerne la definizione dei confini tra i territori dei due stati, non si giunse ad un accordo definitivo. Ciò contribuì al crescere della tensione tra l'Italia e l'Abissinia, che manifestavano entrambe aggressivi intenti espansionistici: Mussolini ambiva a unificare territorialmente Eritrea e Somalia, mentre il Negus aspirava a ottenere uno sbocco sul mare per il proprio impero. Tale situazione, della quale l'incidente di Ual Ual rimane caso emblematico, sfociò prima nella crisi abissina (che comportò un richiamo ufficiale della Società delle Nazioni rivolto a entrambi i contendenti) e poi, nel 1935, nella guerra d'Etiopia.